# NGC 1317
NGC 1317 je galaksija u zviježđu Kemijska peć.

## Vanjske poveznice
- SEDS: NGC 1317